# خوان مانوئل آسنسی
خوان مانوئل آسنسی ریپول (به اسپانیایی: Juan Manuel Asensi Ripoll) (زاده ۲۳ سپتامبر ۱۹۴۹) بازیکن فوتبال اسپانیایی که در پست هافبک تهاجمی بازی می‌کرد. وی سابقه بازی در تیم‌هایی چون بارسلونا را در کارنامه خود دارد.